# Prison Sex
Prison Sex est une chanson du groupe de metal progressif américain Tool. Elle est sortie en tant que deuxième single de leur premier album studio Undertow. 
La chanson est en drop-B modifié. La piste comporte une coda anti-climatique[Quoi ?] et le morceau s'achève en fondu, couplets et refrains entremêlés.

## Clip vidéo
Le clip de Prison Sex a été tourné en stop-motion. Il est l’œuvre du guitariste du groupe Adam Jones et de Ken Andrews. Ce clip a permis à Prison Sex d'être nommé dans la catégorie des meilleurs effets spéciaux des MTV Video Music Awards en 1995. Le clip est apparu dans un épisode de la série télévisée d'animation américaine Beavis et Butt-Head.
Le clip tourne principalement autour d'une poupée de type robotique malmenée et piégée dans une pièce remplie d'armoires contenant d'autres humanoïdes de formes diverses. À plusieurs reprises, l'arrivée d'un grand humanoïde noir la fait tomber en catatonie et la moleste, notamment avec un pinceau. À la fin de la vidéo, la poupée se peint elle-même.

## Thématique des abus sexuels sur enfants et réception critique
MTV a cessé de diffuser la vidéo Prison Sex après quelques diffusions en raison du traitement symbolique représentant le sujet sensible de la maltraitance des enfants.
À la sortie du single Prison Sex en 1993 et de son clip, MuchMusic a interpellé le groupe au sujet du contenu de la vidéo jugée trop perturbante. Le sujet est notamment débattu dans  un épisode de la série télévisée d'animation canadienne Too Much 4 Much (en).
Maynard James Keenan, qui a écrit les paroles, a été très clair lors des concerts quant à l'aversion qu'il a pour son beau-père. Le 29 novembre 1996 à Montréal, Québec, Keenan dit au sujet de Prison Sex : 
« Cette chanson parle du fait de reconnaître, d'identifier, le cycle d'abus en vous-même. C'est la première étape du processus: la réalisation; l'identification. L'étape suivante consiste à travailler. Mais, cette chanson parle de la première étape du processus, qui consiste à reconnaître ».

## Liste des pistes

### Version britannique
1. Prison Sex (version album)
2. Undertow (live)
3. Opiate (live)
4. Prison Sex (radio edit)

### Version allemande
1. Prison Sex (version album)
2. Intolerance (live)
3. Undertow (live)
4. "Opiate (live)

### Version australienne
1. Prison Sex (version album)
2. Intolerance  (en direct)
3. Undertow (live)
4. "Opiate (live)
5. Prison Sex (radio edit)

### CD 2 titres
1. Prison Sex (radio edit)
2. Prison Sex (version album)

## Historique des versions dePrison Sex
| Région      | Date | Label | Format              | Référence     |
| ----------- | ---- | ----- | ------------------- | ------------- |
| Allemagne   | 1993 | zoo   | CD                  | 74321-19049-2 |
| Royaume-Uni | 1993 | zoo   | Vinyle              | 74321-19432-1 |
| Royaume-Uni | 1993 | zoo   | CD                  | 74321-19432-2 |
| Australie   | 1994 | zoo   | CD                  | 74321-19049-2 |
| Royaume-Uni | 1994 | zoo   | Vinyle promotionnel | TOOL-002      |